# Mallophora ardens
Mallophora ardens là một loài ruồi trong họ Asilidae. Mallophora ardens được Macquart miêu tả năm 1934. Loài này phân bố ở vùng Tân nhiệt đới.